# جيرالدين كمبر
جيرالدين كمبر (بالهولندية: Geraldine Kemper)‏ هي مقدمة تلفزيونية ومذيعة وممثلة هولندية، ولدت في 26 يناير 1990 في أمستردام في هولندا.

## وصلات خارجية
- الموقع الرسمي
- جيرالدين كمبر على موقع IMDb (الإنجليزية)
- جيرالدين كمبر على موقع قاعدة بيانات الفيلم (الإنجليزية)